# Lathrothele jezequeli
Lathrothele jezequeli är en spindelart som beskrevs av Benoit 1965. Lathrothele jezequeli ingår i släktet Lathrothele och familjen Dipluridae.
Artens utbredningsområde är Elfenbenskusten. Inga underarter finns listade i Catalogue of Life.